# Bonanza (Idaho)
Bonanza is de naam van een verlaten mijnplaats gelegen in het midden van de staat Idaho (Verenigde Staten). De rijkere plekken langs de Yankee Fork en Jordan Creek bevorderden de mijnwerkers om in 1876 Bonanza City te bouwen. De plek ligt in een verlaten diep dal tussen naaldbomen en de bergen. In 1880 had de plaats een inwonertal van 1500 inwoners, een postkantoor, winkels, veel huizen en een krant (The Yankee Herald). Sommige blokhutten gebouwen zijn nog overgebleven langs de weg in Bonanza maar vele zijn ingestort en afgebroken. Bonanza had tevens een begraafplaats en hier werden ook de doden begraven van het dichtbijgelegen plaatsje Custer en diende dus voor deze twee communies.